# Glossosoma traviatum
Glossosoma traviatum är en nattsländeart som beskrevs av Banks 1936. Glossosoma traviatum ingår i släktet Glossosoma och familjen stenhusnattsländor. Inga underarter finns listade i Catalogue of Life.